# Obereopsis bhutanensis
Obereopsis bhutanensis là một loài bọ cánh cứng trong họ Cerambycidae.